# Vélosolex

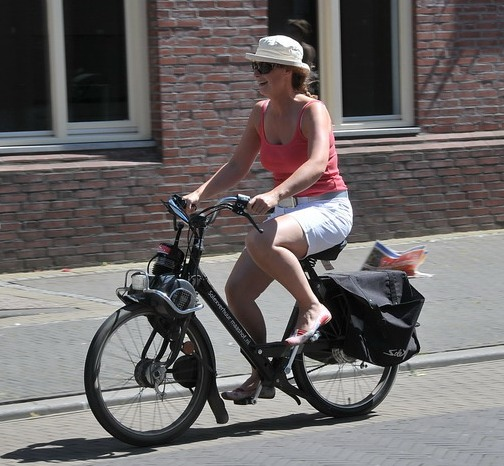
VéloSoleX S3800

Das VéloSoleX (eingetragene Marke) ist ein Mofa, das vom französischen Vergaserhersteller Solex von Marcel Mennesson, einem der beiden Gründer, entwickelt und von 1946 bis 1988 produziert wurde. 
Einfach in der Konstruktion, leicht und sparsam erfreute sich „das Fahrrad, das von selbst fährt“, entsprechend dem Werbeslogan aus den 1950er Jahren („Le VéloSoleX - la bicyclette qui roule toute seule“), großer Beliebtheit (nicht nur) bei Gymnasiasten, Studenten und Arbeitern. 
Nach Einstellung der Produktion in Frankreich wurde das VéloSoleX noch einige Zeit in Lizenz hergestellt.
In Frankreich ist „le VéloSoleX“ besser bekannt als Solex. Im Saarland hat man das grammatikalische Geschlecht mit „der VéloSoleX“ aus dem Französischen weitgehend übernommen. Im übrigen deutschen Sprachraum wird meistens die Bezeichnung „das VéloSoleX“, seltener „die VéloSoleX“ verwendet.

## Allgemeines
Das Fahrzeug hat eine große Fangemeinde und wurde in Frankreich rund sechs und weltweit über acht Millionen Mal produziert. Als Grund für diesen Erfolg gilt seine Einfachheit, der geringe Kraftstoffverbrauch von etwa 1,4 Liter Normalbenzin-Zweitaktöl-Mischung auf 100 km, das geringe Gewicht von 28 kg und der Anschaffungspreis: Die letzten Serienexemplare in Deutschland kosteten 798 DM, als Mofas deutscher Hersteller schon über 1500 DM kosteten. 1974 kam die zuvor eigenständige Marke VéloSoleX an Motobécane. Nachdem Motobécane 1983 von Yamaha übernommen worden war und die Verkaufszahlen zurückgingen, wurde die Produktion in Frankreich am 9. November 1988 eingestellt. In Ungarn begann ab 1992 die Produktion von Neufahrzeugen auf den alten Fertigungsanlagen, die im Jahre 2002 endete.

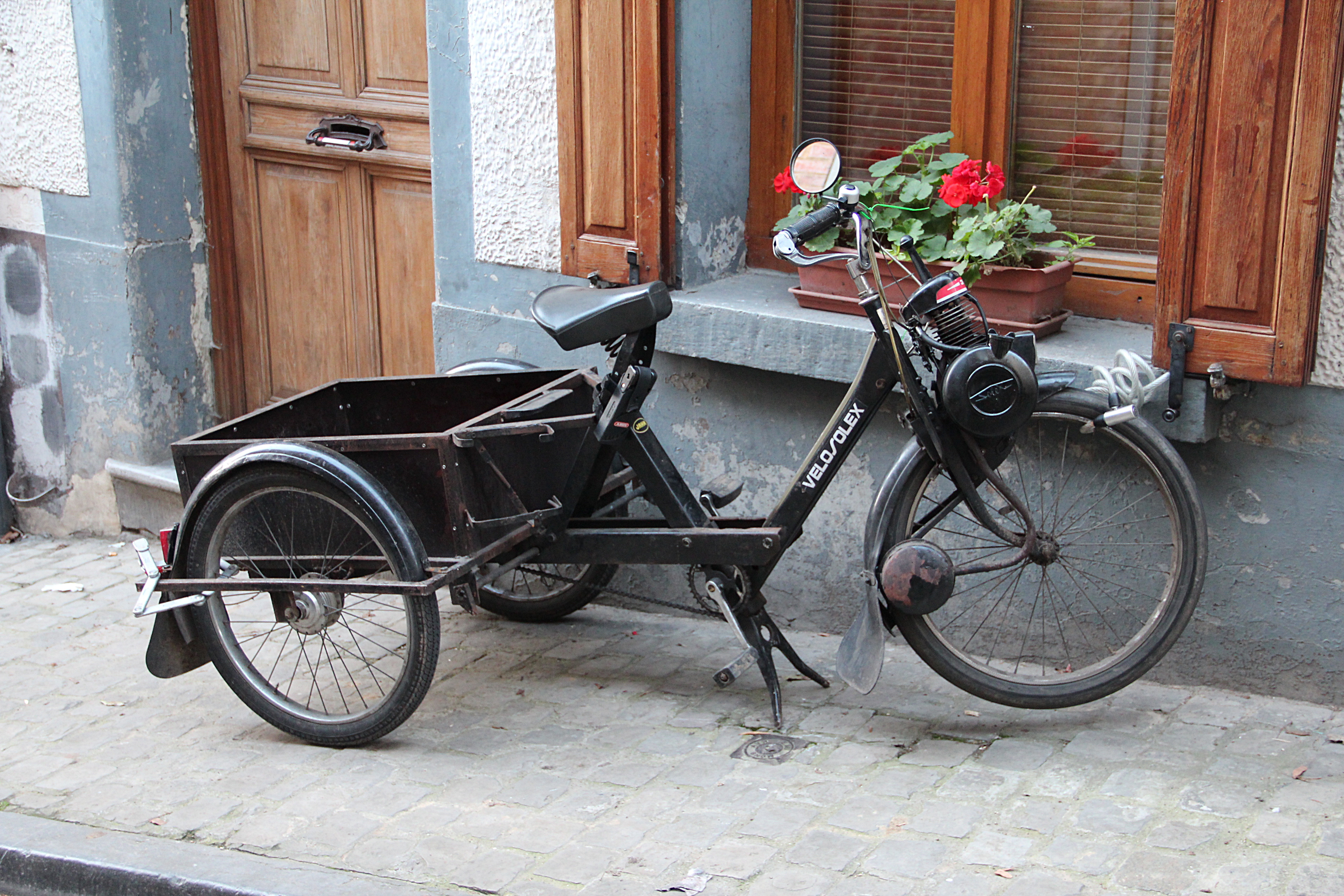
Dreiradfahrzeug VéloSoleX in Mons (Belgien).

Anfang 2005 nahm mit finanzieller Unterstützung des französischen Staates und der Europäischen Union das Unternehmen Mopex in Frankreich die Produktion wieder auf: Unter dem Namen Black’n Roll wird der Typ S 4800 D aus chinesischen Teilen mit Katalysator und weiteren Modifizierungen montiert und auch nach Deutschland geliefert. Qualitativ sind diese Fahrzeuge nicht mit den einstigen Originalen vergleichbar.
Die Namensrechte für VéloSoleX liegen bei der Pariser Cible-Gruppe, die ihrerseits 2005 eine Neuinterpretation auf den Markt brachte: das elektrisch angetriebene eSolex.
Im Laufe der vielen Produktionsjahre wurden auch Ableger entwickelt und gebaut, beispielsweise das faltbare PliSolex oder ein Modell mit Winkelgetriebe, das häufig unrichtig als Kardanantrieb bezeichnet wird (Modell Flash & 6000), bei dem der Solex-Motor nicht mehr über dem Vorderrad montiert war. Das Ur-Prinzip mit klappbarem Motor über dem Vorderrad hat alle Nachfolger bis heute überdauert.
Das VéloSoleX wurde auch in Lizenz gefertigt, so beispielsweise in Genf durch Hispano Suiza (Suisse) nach dem Zweiten Weltkrieg bis Mitte der 1950er-Jahre. Die auch als VHS bezeichnete Version unterscheidet sich durch eine mit HS gekennzeichnete Motornummer sowie durch eine Beschriftung am mittleren Rahmen.

## Technik

Schematische Darstellung des VéloSoleX-Antriebes mit den Komponenten Zweitaktmotor, Reibrolle (grün) und Vorderrad

Beim klassischen Modell wird das Vorderrad über eine Reibrolle angetrieben. Der Zweitakt-Motor des meistverbreiteten Modells 3800 ist klappbar an der Gabel befestigt, hat einen Hubraum von 49 cm³ und Gemischschmierung (früher 1 : 25, heute dank moderner Öle 1 : 50). Ungedrosselt beträgt die Höchstgeschwindigkeit beim Modell 3800 ca. 30 bis maximal 35 km/h. Der Tankinhalt von ca. 1,4 Litern reicht für etwa 100 km.
Bei nasser Straße oder abgefahrenem Vorderreifen kam es häufig zu Problemen mit der durchrutschenden Reibrolle, was die übertragene Kraft deutlich reduzierte. Eine weitere konstruktionsbedingte Eigenschaft des VéloSoleX ist die Kraftstoffversorgung durch eine vom Unterdruck im Kurbelgehäuse gesteuerte Membranpumpe, die das Benzingemisch vom tiefer gelegenen Tank zum Vergaser auf Zylinderhöhe befördert.
Die französischen Solex-Modelle hatten wie die in den Niederlanden gebauten Lizenzmodelle einen kleinen rechteckigen Scheinwerfer mit einer 7-Watt-Glühlampe, der in die mittlere Motorverkleidung fest eingebaut war und deshalb die vertikale Bewegung des Motors mitmachte. Ab Mitte der 1960er-Jahre war bei den deutschen Ausführungen ein etwas größerer, runder Scheinwerfer mit größerer Leistung (15 Watt) oberhalb des Motors starr angebracht.
Durch die automatische Fliehkraftkupplung entfällt das Ein- und Auskuppeln. Der Motor wird bei heruntergelassener Reibrolle durch Treten der Pedale oder Anschieben des Fahrzeugs gestartet. Dabei muss der Dekompressionshebel am Lenker kurz betätigt werden, um den Anfahrwiderstand zu überwinden. Das Abstellen des Motors erfolgt ebenfalls durch den Dekompressionshebel.

## Modelle
Der erste Prototyp des VéloSoleX mit dem typischen Reibrollenantrieb auf dem Vorderrad erschien im Dezember 1940.
Die ersten Serienmodelle von 1946 unterschieden sich bis auf den Hilfsmotor wenig von einem herkömmlichen Fahrrad. Es wurden 26″-Felgen montiert. Der 45-cm³-Motor mit Nasenkolben leistete 0,4 PS bei 2000/min. Seit 1951 verfügten die Mofas über einen Hauptständer. Im Juni 1952 wurden nur noch 24″ große Felgen montiert. 
Seit dem Erscheinen des Modells 330 im Oktober 1953 verfügte der Motor über 49 cm³ und 0,5 PS. 
Mit dem Modellwechsel 1955 zum Modell 660 wurde der Schwanenhals-Rahmen durch einen Rundrohrrahmen ersetzt. 
1957 erschien das Modell 1010, das erstmals über eine Umkehrspülung verfügte. 
Mit dem Modell 1400 von 1958 wurde abermals die Größe der Räder auf nunmehr 19″ reduziert. 
Das VéloSoleX 1700 von 1959 verfügte erstmals über eine Fliehkraftkupplung und eine Motorkühlung mittels Lüfterrad. 
Seit 1961 leistete das VéloSoleX als Modell 2200 0,7 PS. 
Mit dem Modell 3300 wurde 1964 der Rundrohrrahmen durch einen Rahmen mit eckigem Querschnitt ersetzt. Ab diesem Modell wurde auch eine hintere Trommelbremse eingebaut. 
Das 1966 erschienene VéloSoleX 3800 wurde 1969/70 kurzzeitig auch mit roter und blauer Lackierung als LUXE-Modell vertrieben, mit Edelstahlschutzblechen, verchromtem Auspuff, Weißwandreifen und grauen Motor-Anbauteilen und Luftfilter (in Frankreich zusätzlich auch in weiß). 
Das in ca. 4000 Exemplaren produzierte Modell Micron verfügte über 12,5″-Räder und verzichtete auf Pedale. 
Das Modell 5000 von 1971 wurde parallel zum Modell 3800 mit 16″- statt 19″-Felgen gefertigt. Erhältlich war es in den Farben Orange, Gelb, Hellblau, (zusätzlich in weiß in Frankreich). Das Modell 3800, bis auf die Ausnahme 1969/70, war ausschließlich im klassischen Schwarz erhältlich, erst gegen Ende der Produktion gab es nochmals Modelle in schwarz bzw. rot mit Plastik-Bremsarmaturen. 
Ende 1969 wurde das Flash Solex eingeführt; eine komplett unterschiedliche, avantgardistische Konstruktion mit in den Stahlblechrahmen integriertem Motor, Antriebswelle (ohne Kardan) und – als weltweit einziges Mofa – Scheibenbremse am Hinterrad. Ab 1972 hieß das Modell Solex 6000, es hatte eine Teleskopgabel und wurde bis 1977 verkauft.
Das 1973er Modell Plisolex entsprach dem Modell 5000, war jedoch zusammenklappbar (Stückzahl ca. 4000). 
Im Jahr 1974 wurde das Modell 4600 vorgestellt. Die für den amerikanischen Markt bestimmte VéloSoleX war eine Kombination einer VéloSoleX mit 3800er Rahmen und 5000er Motor, ergänzt um spezielles Zubehör.

## Bildergalerie

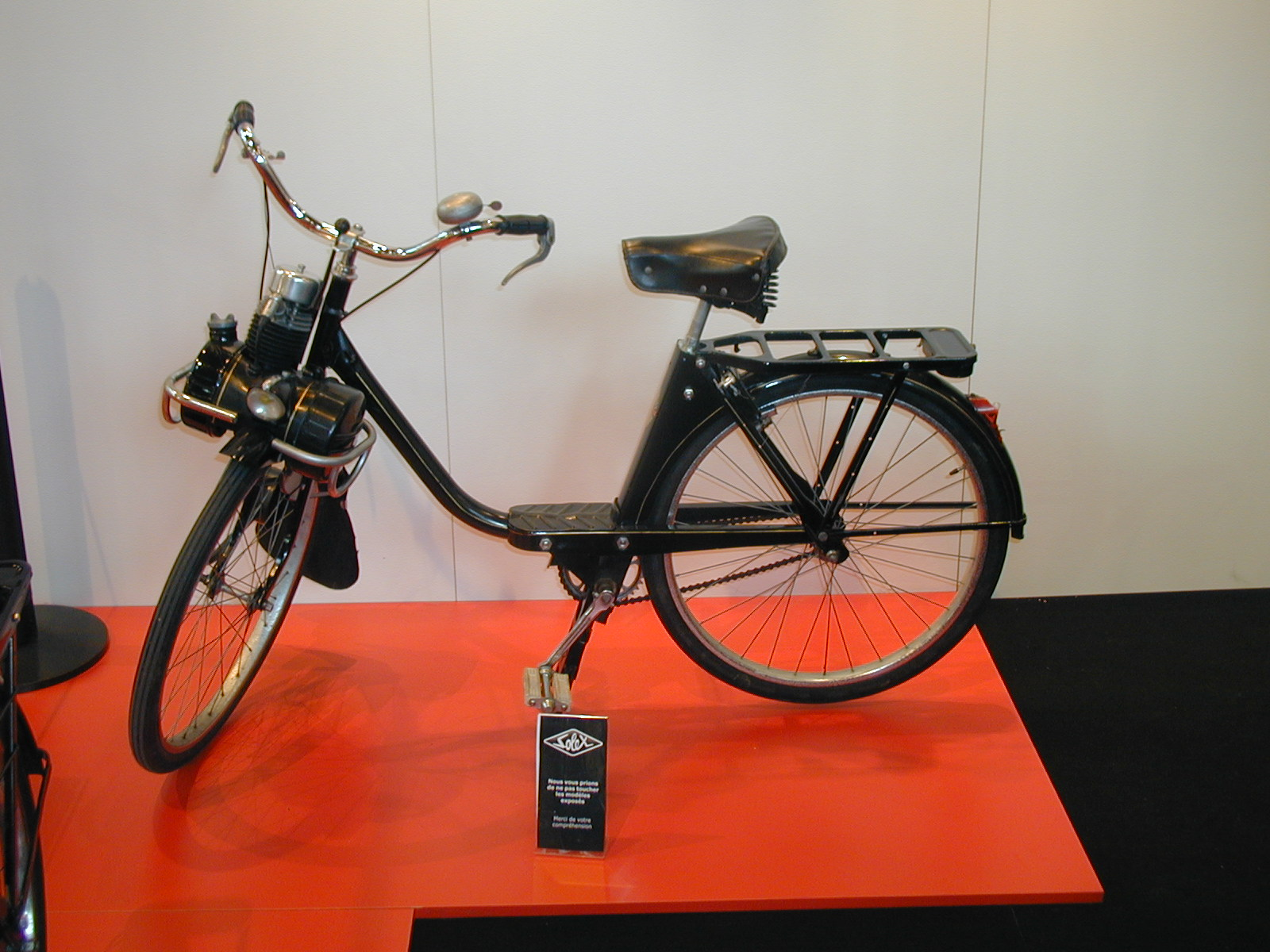
Solex 1010 von 1957
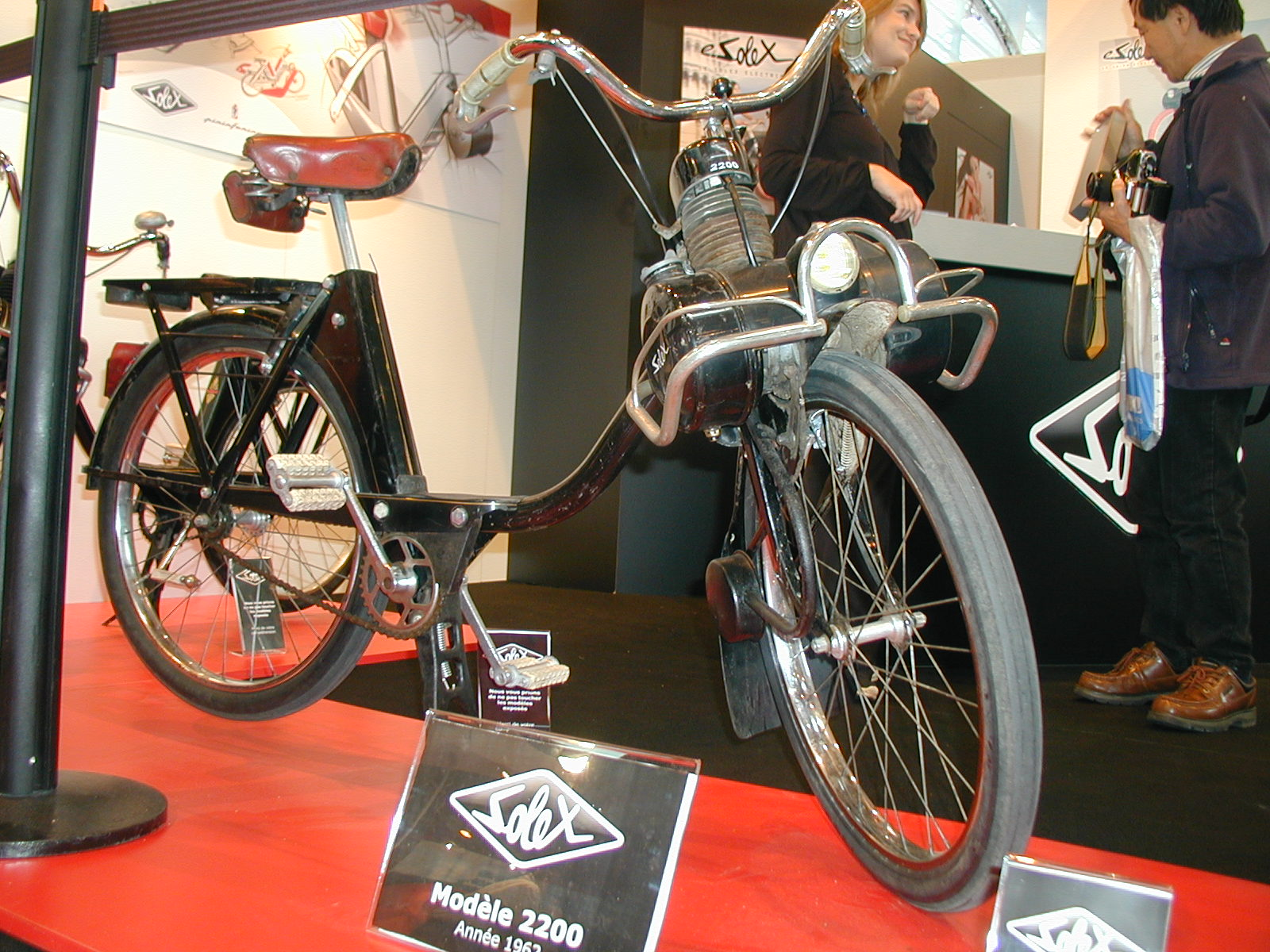
Solex 2200 von 1962
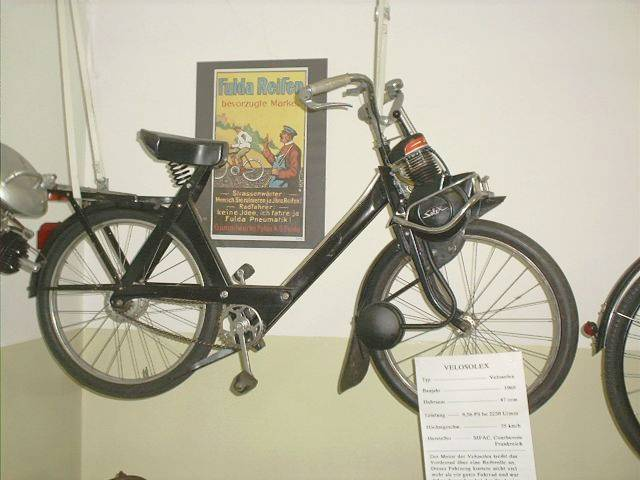
VéloSoleX 3800 französische Version
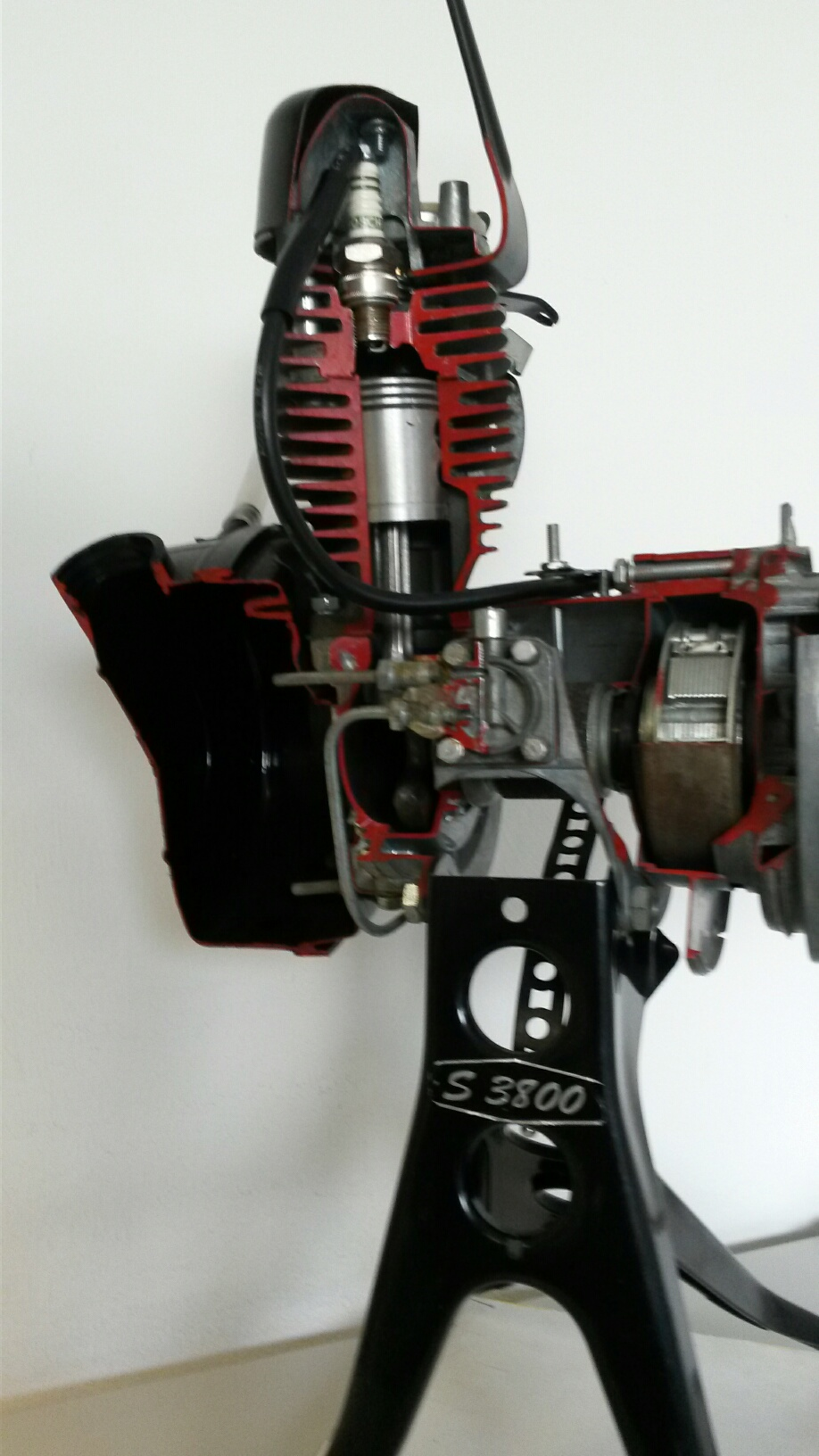
Schnittmodell eines VéloSoleX S 3800 Motors
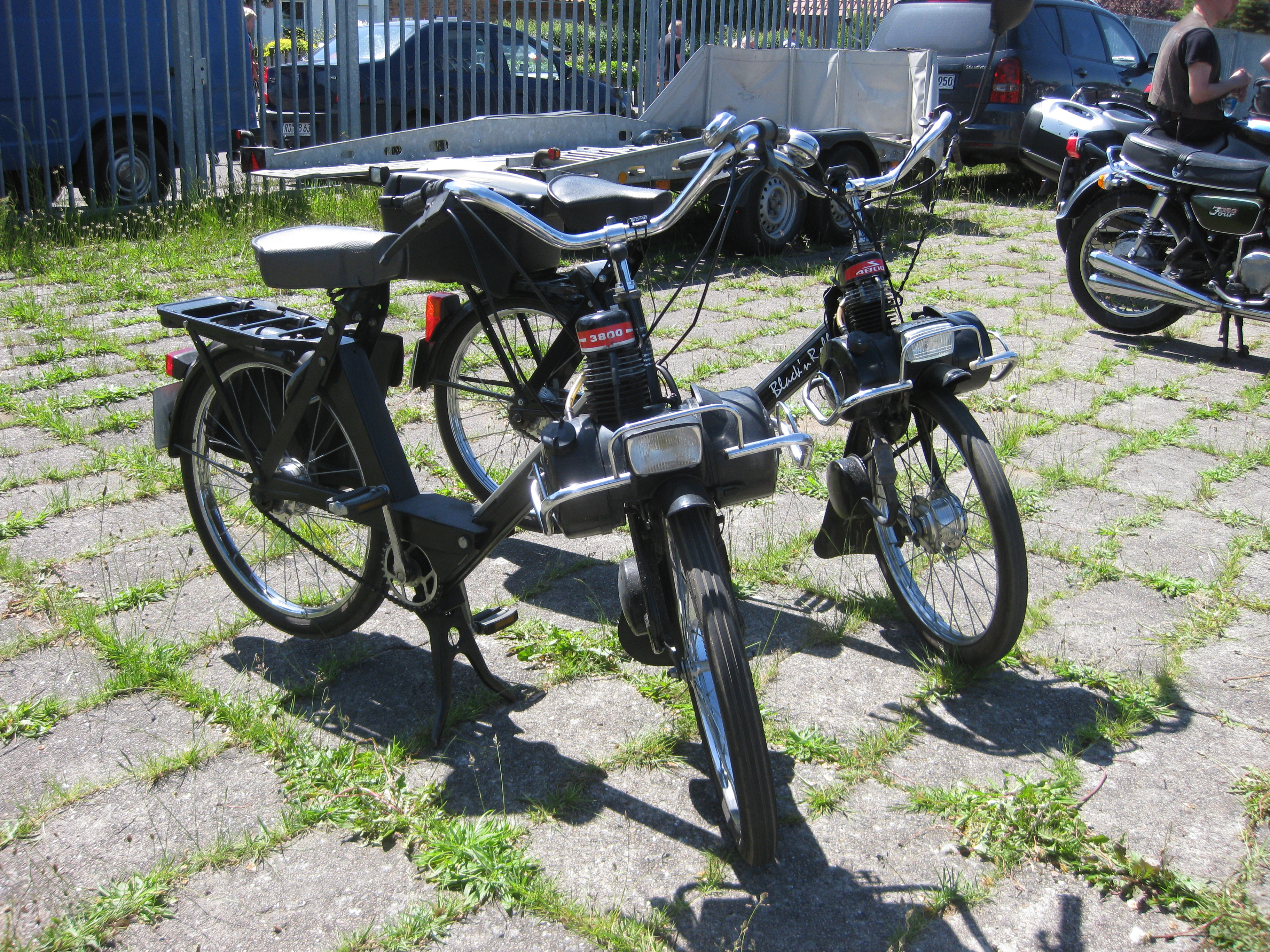
Solex 3800 und 4800
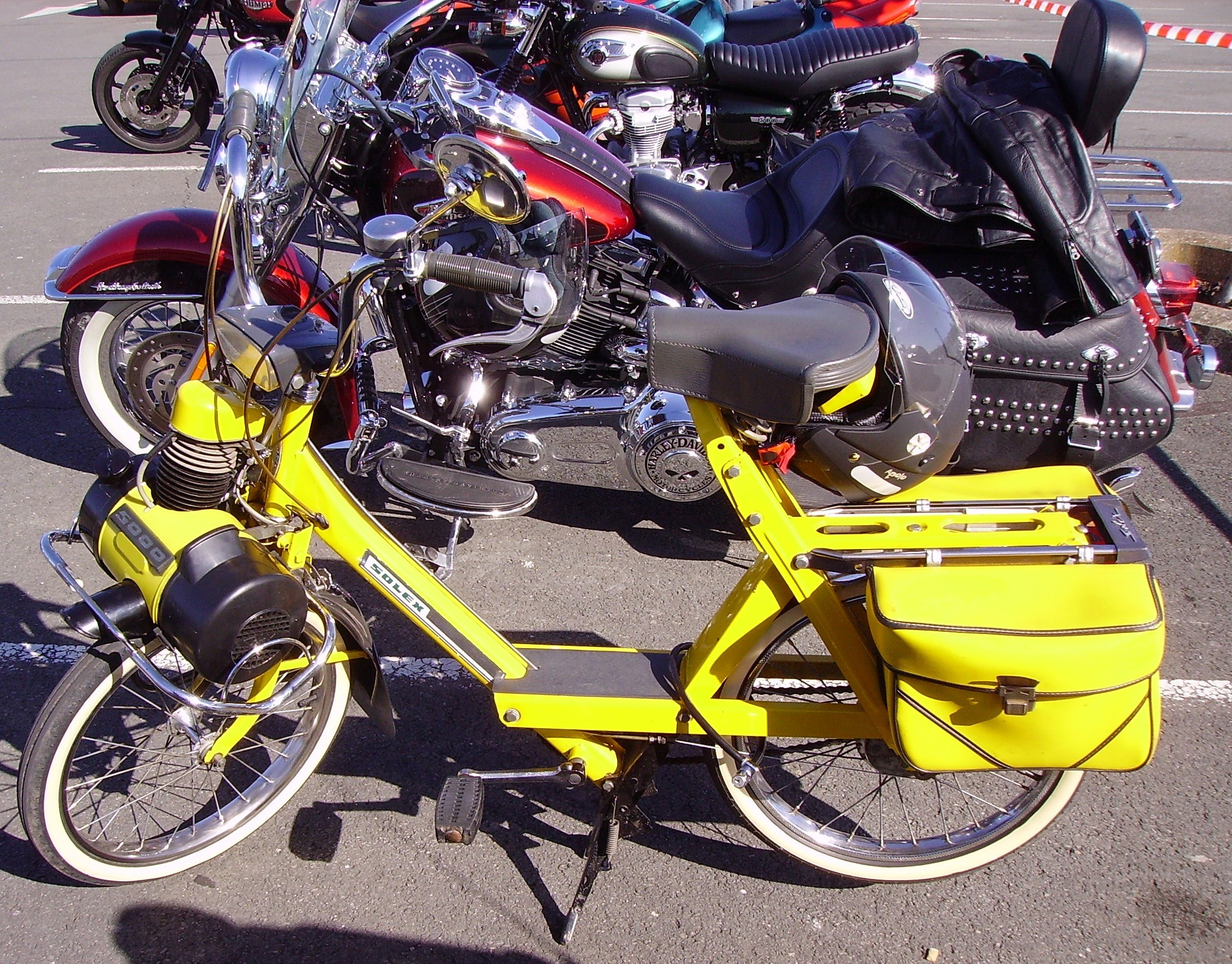
Solex 5000
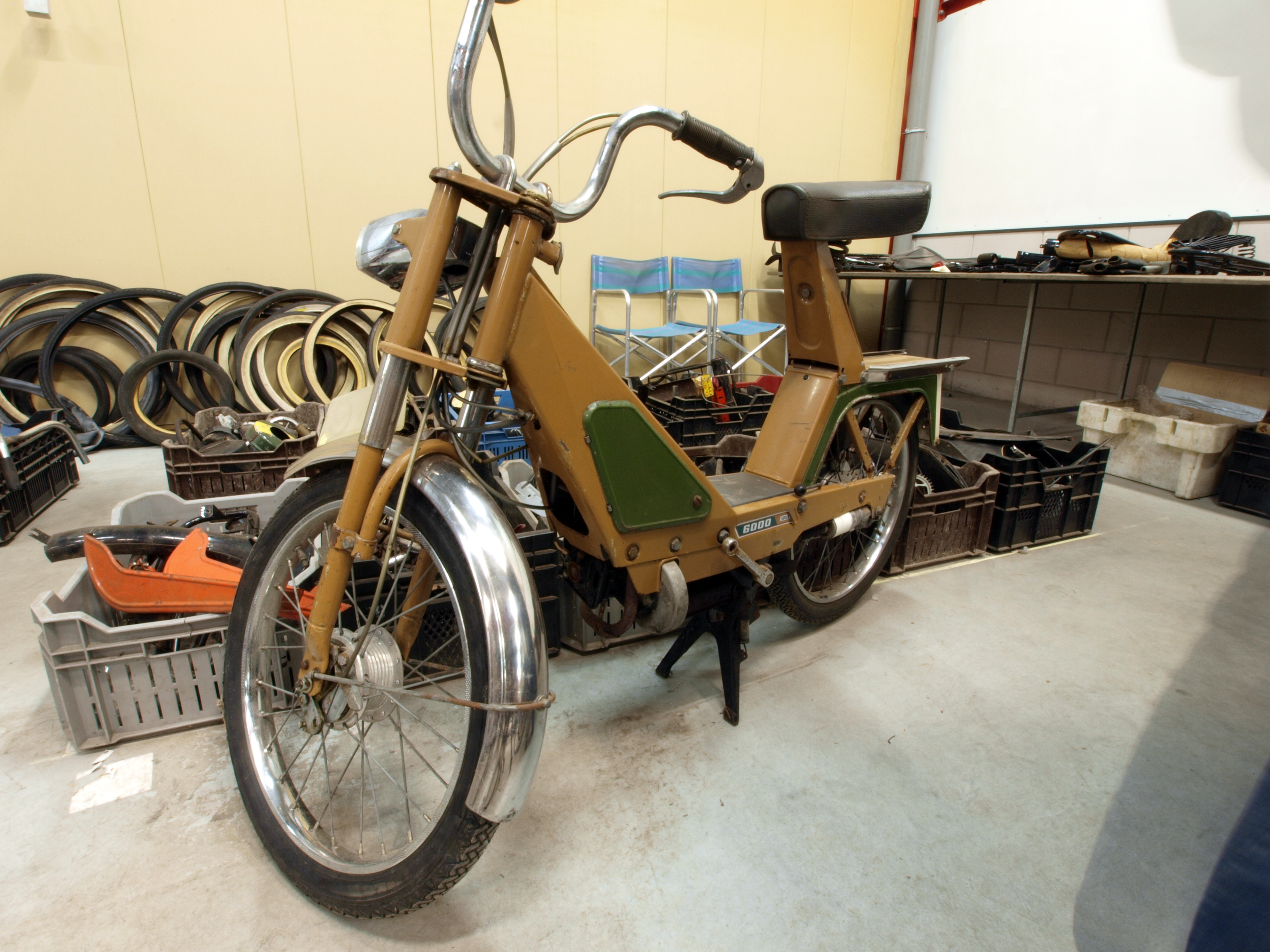
Solex 6000 (1972–1977)
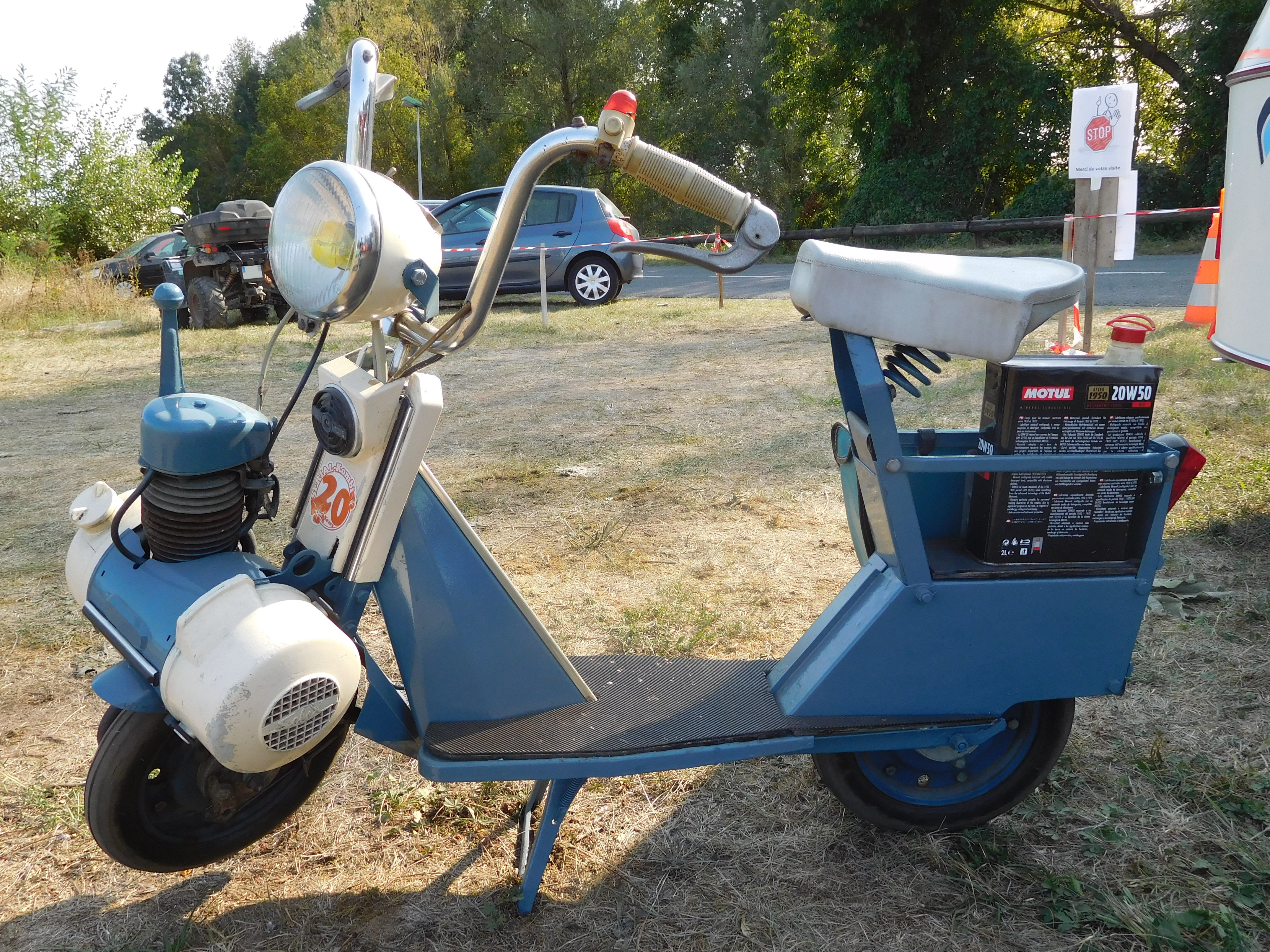
VéloSoleX Micron

## Sonstiges
Wegen der Befestigung des Motors über dem Vorderrad erhielt das VéloSoleX auch spaßige Beinamen wie Nasenwärmer-Moped. Ein anderer Spitzname lautete Maria-Hilf-Motor, da das Fahrzeug lange Zeit von einigen Klöstern als Dienstfahrzeug genutzt wurde. Der Grund war die Position des Motors, welcher im Gegensatz zu den Mofas klassischer Bauart die Verschmutzung der Ordenstracht verhinderte. Im selben Zusammenhang steht der in der Schweiz gebräuchlichere Beiname Christenverfolger.
Bis heute werden mit VéloSoleX-Maschinen Spaßrennen gefahren, bei denen es nicht nur um Geschwindigkeit geht, sondern auch um die Geselligkeit und das Vorführen der Bastelkunst. Für Rennzwecke sollen VéloSoleX schon mit mehr als 15 PS ausgerüstet worden sein. Meist sind die Rennmaschinen auf den nackten Rahmen reduziert und werden von Fahrern in schrägen Kostümen bewegt. In den Niederlanden haben diese Jux-Rennen eine lange Tradition, zumal die VéloSoleX-Mopeds dort lange Zeit in Lizenz gefertigt wurden (Heem Solex).
In Colijnsplaat (Niederlande, Zeeland, Noord-Beveland) gibt es ein VéloSoleX-Museum. Ein weiteres VéloSoleX-Museum ist in Waldenburg BL (Schweiz).